# Skorki Peru
Skorki Peru, dermapterofauna Peru – ogół taksonów owadów z rzędu skorków (Dermaptera), których występowanie stwierdzono na terenie Peru.
Według checklisty autorstwa Fabiana Haasa, bazującej na publikacjach wydanych do 2005 roku, w Peru stwierdzono 55 gatunków, 31 rodzajów i 5 rodzin skorków.

## Anisolabididae
- Anisolabis antennata (Ramamurthi & David, 1973)
- Carcinophora americana (Palisot de Beauvois, 1817)
- Carcinophora burri (Borelli, 1905)
- Carcinophora peruviana (Bormans, 1880)
- Carcinophora scudderi (Bormans, 1900)
- Ctenisolabis nigra (Scudder, 1876)
- Gonolabina binodosa Brindle, 1967
- Gonolabina trinodosa Brindle, 1967
- Idolopsalis azteca (Dohrn, 1862)
- Idolopsalis koepckei Brindle, 1966
- Idolopsalis riveti Borelli, 1910

## Kleszczankowate(Spongiphoridae)
- Barygerax auricomum (Rehn, 1903)
- Circolabia arcuata (Scudder, 1876)
- Marava machupicchuensis Brindle, 1971
- Marava rotundata (Scudder, 1876)
- Mecomera brunnea (Audinet-Serville, 1839)
- Paralabella annulata (Fabricius, 1793)
- Paralabella dorsalis (Burmeister, 1838)
- Pericomus tenuipes (Burr, 1905)
- Purex divergens (Burr, 1899)
- Purex frontalis (Dohrn, 1864)
- Purex propinquus (Burr, 1911)
- Purex staudingeri Brindle, 1971
- Sparatta armata Burr, 1899
- Sparatta bolivari Bormans, 1880
- Sparatta nigrina Stal, 1855
- Spongiphora buprestoides (Kirby, 1891)
- Spongiphora croceipennis Audinet-Serville, 1831
- Spongovostox bilineatus (Scudder, 1869)
- Spongovostox pygmaeus (Dohrn, 1864)
- Strongylopsalis cheliduroides (Bormans, 1880)
- Strongylopsalis koepckei Brindle, 1968
- Strongylopsalis laminata Brindle, 1973
- Vostox brunneipennis (Audinet-Serville, 1839)

## Obcężnicowate(Labiduridae)
- Forcipula americana Bormans, 1900

## Pygidicranidae
- Cylindrogaster gracilis Stal, 1855
- Esphalmenus inca (Burr, 1903)
- Pygidicrana bivittata Erichson, 1848
- Pyragra fuscata Audinet-Serville, 1831
- Pyragra paraguayensis Borelli, 1904
- Pyragropsis emarginata Rehn, 1916

## Skorkowate(Forficulidae)
- Ancistrogaster variegata (Dohrn, 1865)
- Doru gracilis (Burmeister, 1838)
- Doru lineare (Eschscholtz, 1822)
- Doru luteipes (Scudder, 1876)
- Doru robustum Brindle, 1971
- Kleter americanus (Bormans, 1893)
- Kleter aterrimus (Bormans, 1883)
- Kleter borellii (Burr, 1912)
- Neolobophora inca Brindle, 1970
- Osteulcus kervillei (Burr, 1905)
- Parasyntonus ensifer (Burr, 1912)
- Praos intermedius (Burr, 1900)
- Skalistes inopinata (Burr, 1900)
- Skalistes peruviana Brindle, 1970